# (74056) 1998 KM9
(74056) 1998 KM9 – planetoida z pasa głównego asteroid okrążająca Słońce w ciągu 3,66 lat w średniej odległości 2,37 j.a. Odkryta 28 maja 1998 roku.